# Bernard Puchulu
Bernard Puchulu, né le 8 août 1954 au Viêt Nam, est un dessinateur de bande dessinée français.

## Biographie
Bernard Puchulu, après des études aux Beaux-Arts de Versailles, enseigne le dessin à Paris entre 1977 et 1979, puis travaille dans la publicité. Il réalise deux bandes dessinées avec Pierre Christin dans les années 1980, succède à Patrick Jusseaume sur la série d'aventure Chronique de la maison Le Quéant en 1997, et adapte Vol de nuit d'Antoine de Saint-Exupéry en 2011.

## Œuvre
- La Boîte morte, le Vengeur et son Double (dessin), avec Pierre Christin (scénario), Dargaud, coll. « Portraits souvenirs », 1984  (ISBN 2-205-02777-8).
- La Jeune Copte, le Diamantaire et son Boustrophédon (dessin), avec Pierre Christin (scénario), Dargaud, coll. « Portraits souvenirs », 1988  (ISBN 2-205-03603-3).
- Les Chronique de la maison Le Quéant (dessin), avec Daniel Bardet (scénario), Glénat, coll. « Vécu » :

7. Cœur aventureux, 1997  (ISBN 2-7234-1945-2).
- Vol de nuit (d'après le roma d'Antoine de Saint-Exupéry), Futuropolis, 2011,  (ISBN 978-2-7548-0419-6).